# Vision of Love
A Vision of Love Mariah Carey amerikai énekesnő első kislemeze bemutatkozó albumáról. A dalt 1990 májusának végén kezdték játszani a rádiókban, június 2-án pedig felkerült a Billboard Hot 100 slágerlista 73. helyére. Augusztus 4-én már vezette a listát, ezt a pozíciót négy héten át megtartotta.
A Vision of Love az első dal volt, melyet Carey és dalszerző partnere, Ben Margulies közösen írtak, miután Careyt leszerződtette a Columbia Records. Az eredeti felvétel nosztalgikus, 1950-es évekbeli hangulatú volt, de a kiadó vezetője, Tommy Mottola úgy gondolta, a sikerhez modernebb hangzásra van szükség, ezért Carey és Margulies Rhett Lawrence segítségével átdolgozták a dalt, tempóját felgyorsították, intrót és új vokálokat vettek fel hozzá, bár az eredeti vokálokból is használtak fel a második versszakban. A szöveg arról szól, hogy Mariah álmai sok küszködés után valóra váltak, és ő hálás ezért.

## Fogadtatása
A Vision of Love még nem tette nemzetközi sztárrá Careyt, bár az USA-n kívül más országokban is jól szerepelt a slágerlistán. Tizenhat hetet töltött a Billboard Hot 100 első negyven helyezése közt, és hatodik lett az év végi listán. A kislemez más Billboard-listákon is előkelő helyezést ért el: első lett a Hot R&B/Hip-Hop Singles & Tracks és az Adult Contemporary listákon is. A RIAA-tól aranylemez minősítést kapott.
Kanadában szintén vezette a slágerlistákat a dal, Ausztráliában és az Egyesült Királyságban az első tízbe került, Új-Zélandon pedig egy ideig vezette is a slágerlistákat, és hatodik lett az 1990-es eladási listán. Brazíliában szintén a slágerlisták élére került.
1991-ben elnyerte a legjobb női előadásnak járó Grammy-díjat. Jelölték az év dala és az év felvétele kategóriában is. Mariah előadta a dalt a díjátadón. Több más díj mellett a dal elnyerte a Soul Train Music Awardot a „legjobb R&B/Soul kislemez női előadótól” kategóriában (egyetlen másik dala, ami elnyerte ezt a díjat, a We Belong Together volt 2005-ben), és a BMI Pop Awardot, melyet több más dala is elnyert.

## Videóklip, remixek
A videóklip forgatását kisebb viták kísérték. Carey eredetileg bikinit akart viselni, de a lemezkiadó nem engedte. A producerek nem voltak elégedettek az első klippel, ezért Bojan Bazelli rendezésében újat forgattak. Carey nem volt elégedett a klippel, ebben az időben azonban még nem sok beleszólást engedtek neki a fontosabb dolgokba a karrierjével kapcsolatban. A két videóklip összesen 450 000 dollárba került, ami magas összegnek számított egy első kislemezes előadó esetében, de a producerek mindent meg akartak tenni, hogy Mariah nagy sztárrá váljon. A klipet a VH1 csatorna nézői az 1990-ben bemutatott legjobb videóklipnek választották.
Remixek nem készültek, a dalnak csak három más változata van az albumverzión kívül. Az egyik egy élőben felvett változat, mely az MTV Unplugged című EP-n található (1992), a második ennek egy rövidebb verziója, amely a brit I’ll Be There kislemezen található (1992), a harmadik pedig a Fantasy: Mariah Carey at Madison Square Garden című DVD-n (1996), illetve az Open Arms kislemez európai változatán (1996) található.

## Változatok
USA kislemez (CD, kazetta, 7" kislemez)
1. Vision of Love
2. Medley: Prisoner/All in Your Mind/Someday

Brit CD
1. Vision of Love
2. Sent from up Above
3. Medley: Prisoner/All in Your Mind/Someday

## Helyezések
| Slágerlista (1990)                             | Legfelső helyezés |
| ---------------------------------------------- | ----------------- |
| Ausztrália, ARIA kislemezlista                 | 9                 |
| Brazil kislemezlista                           | 1                 |
| Brit kislemezlista                             | 9                 |
| Francia kislemezlista                          | 25                |
| Fülöp-szigeteki kislemezlista                  | 1                 |
| Izraeli kislemezlista                          | 1                 |
| Kanadai kislemezlista                          | 1                 |
| Német kislemezlista                            | 17                |
| Svájci kislemezlista                           | 24                |
| USA ARC Weekly Top 40                          | 1                 |
| USA Billboard Hot 100                          | 1                 |
| USA Billboard Adult Contemporary               | 1                 |
| USA Billboard Hot R&B/Hip-Hop Singles & Tracks | 1                 |
| Új-zélandi RIANZ kislemezlista                 | 1                 |